# Friemersheim (Duisburg)

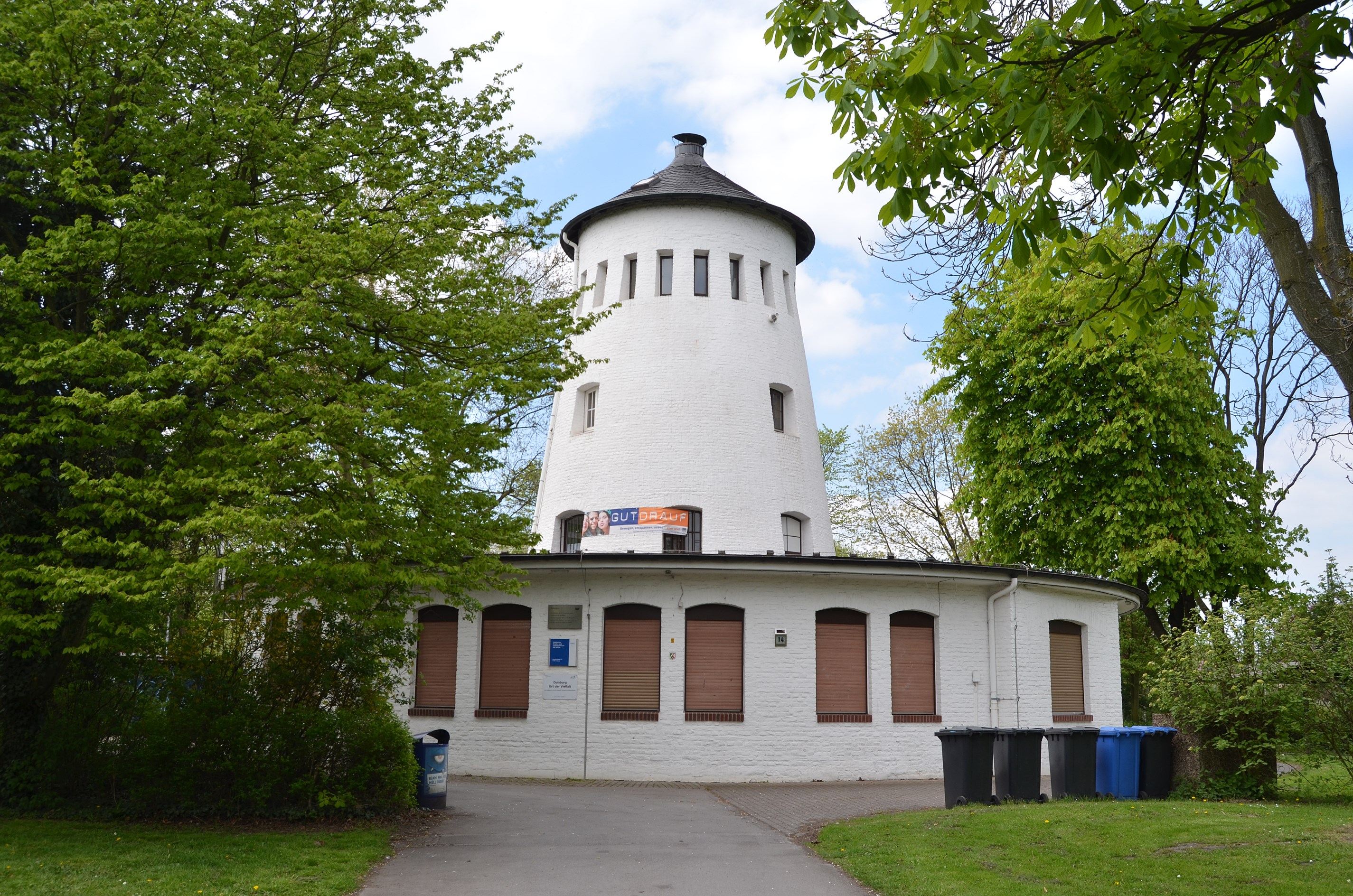
Friemersheimer Mühle von 1871

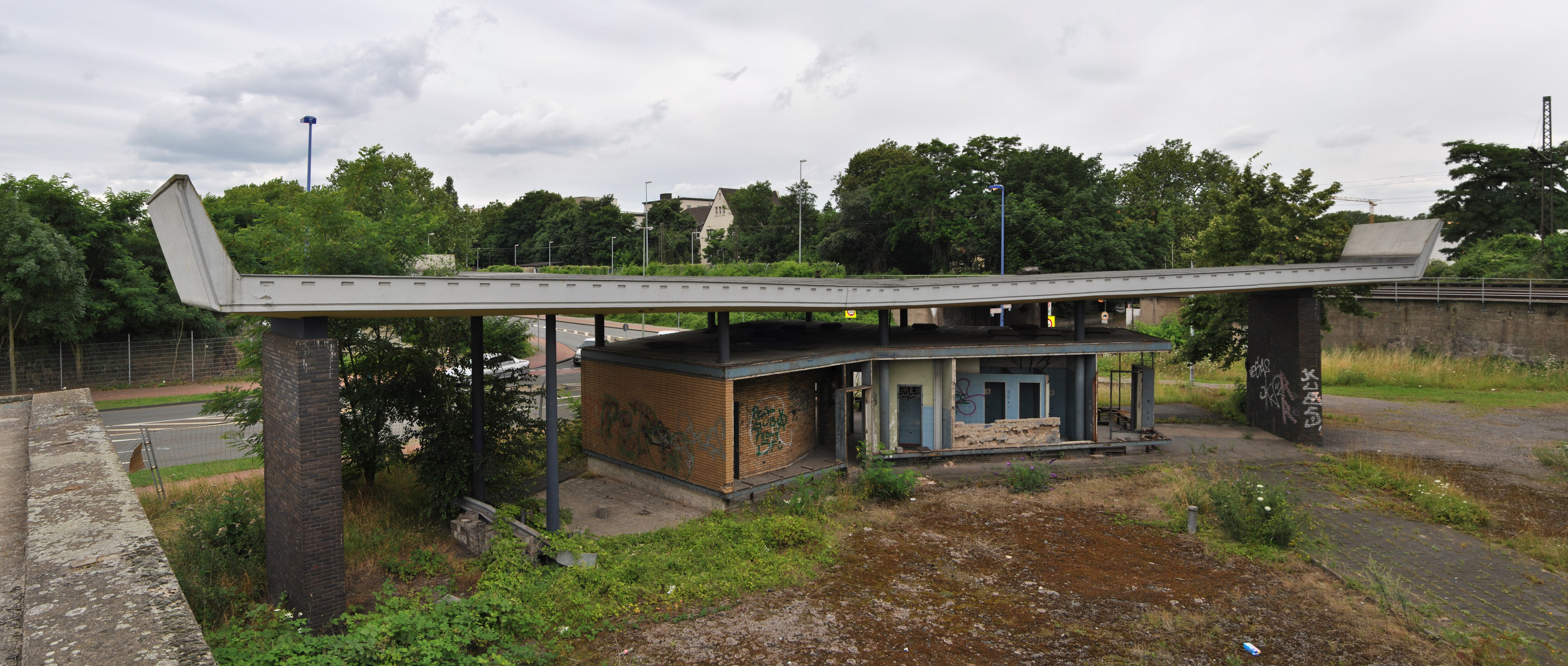
Werktor 1 des ehemaligen Hüttenwerks Rheinhausen

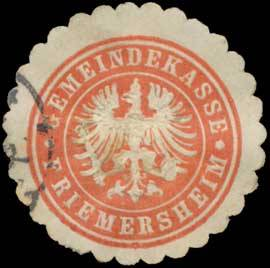
Siegelmarke Gemeindekasse Friemersheim

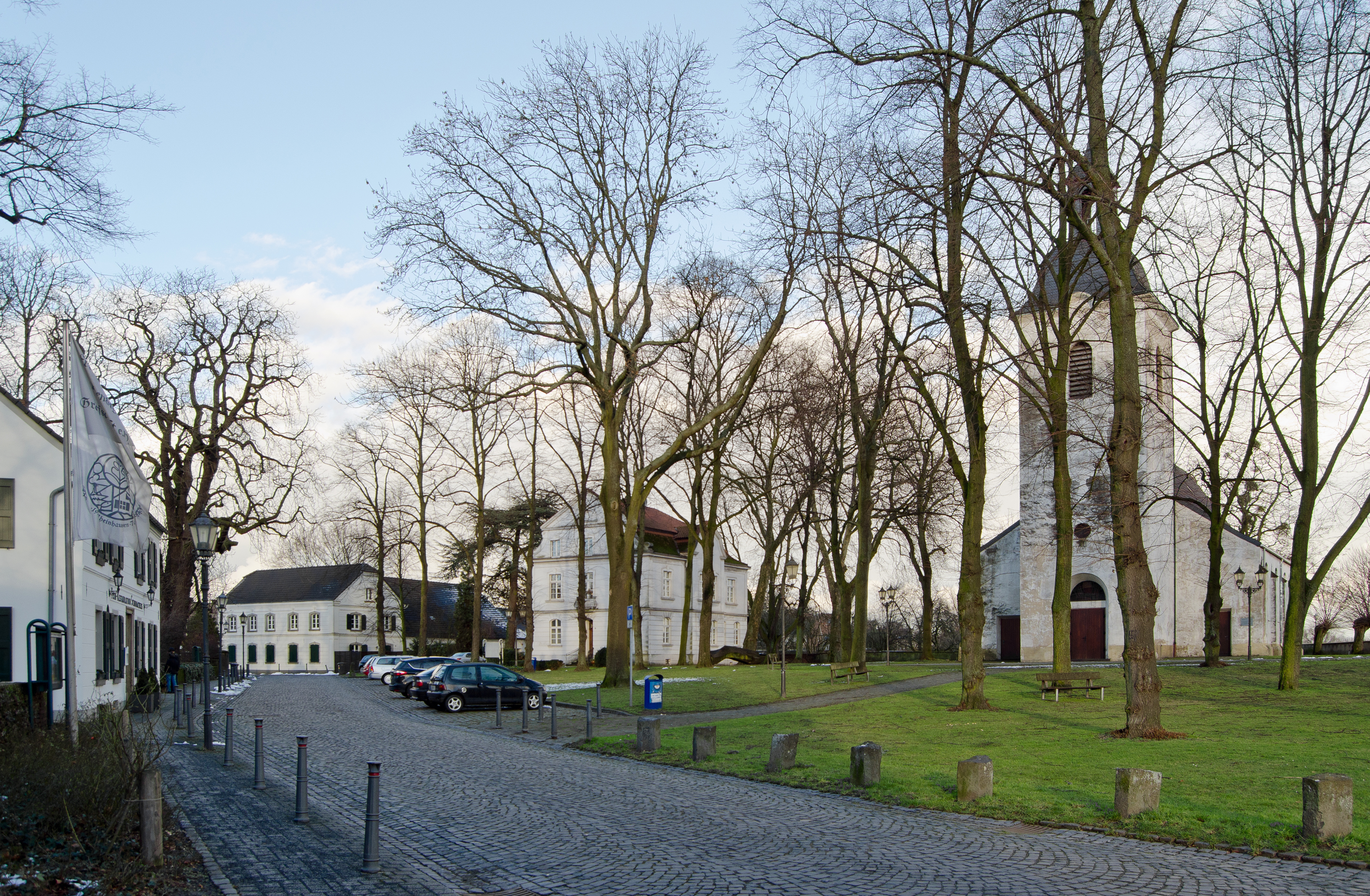
Dorf Friemersheim: Kirchplatz mit evangelischer Dorfkirche

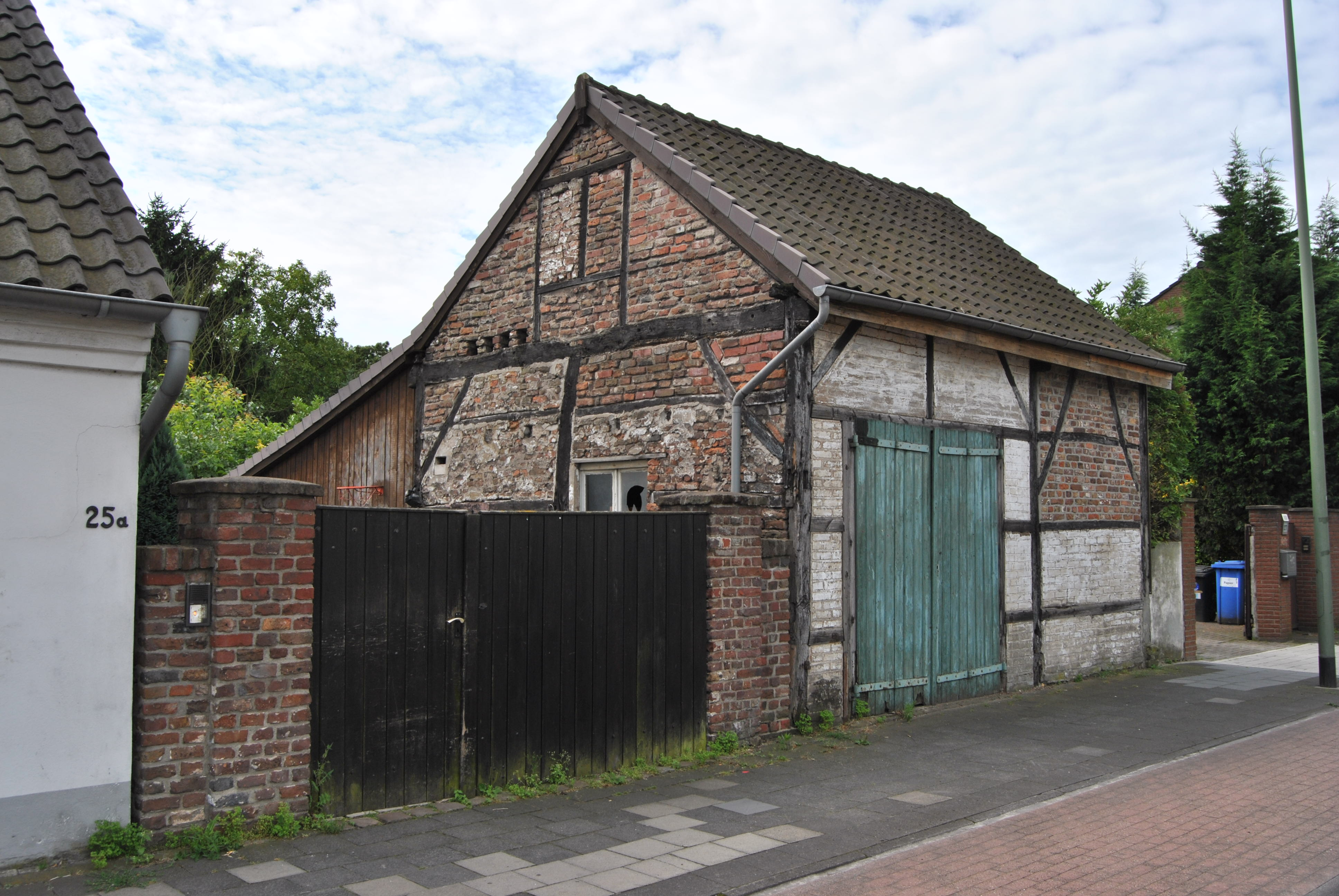
Dahlingstraße, Friemersheim-Dorf

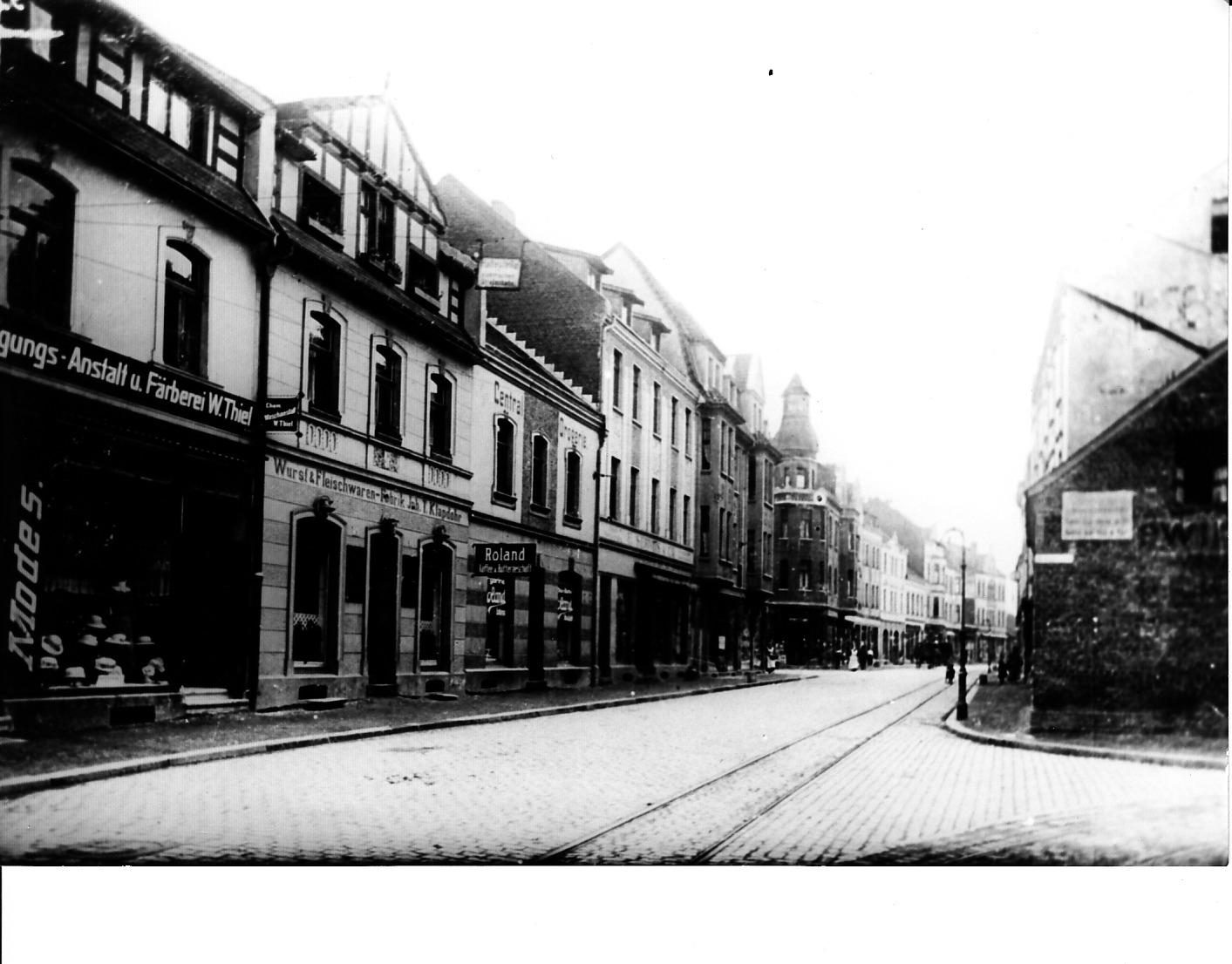
Kaiserstraße in Friemersheim, um 1915 (mit Schienen der Straßenbahnlinie 2)

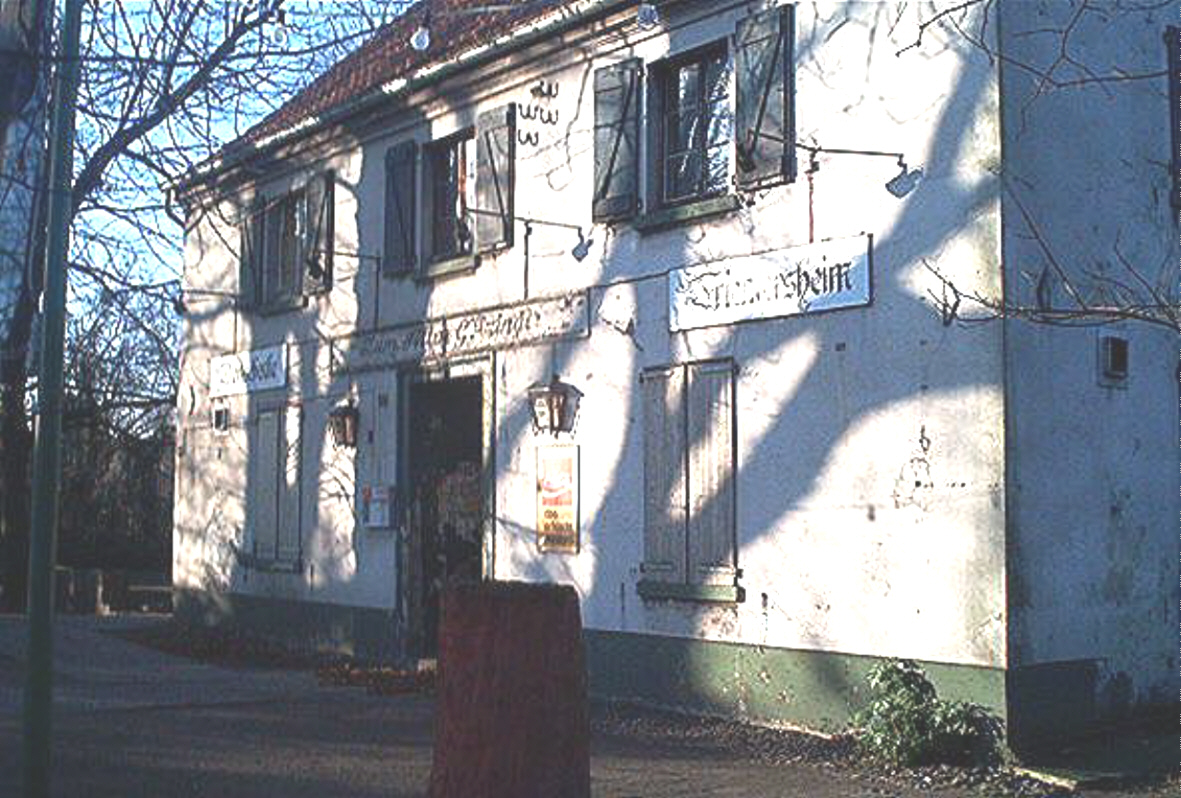
Alte Dorfschenke

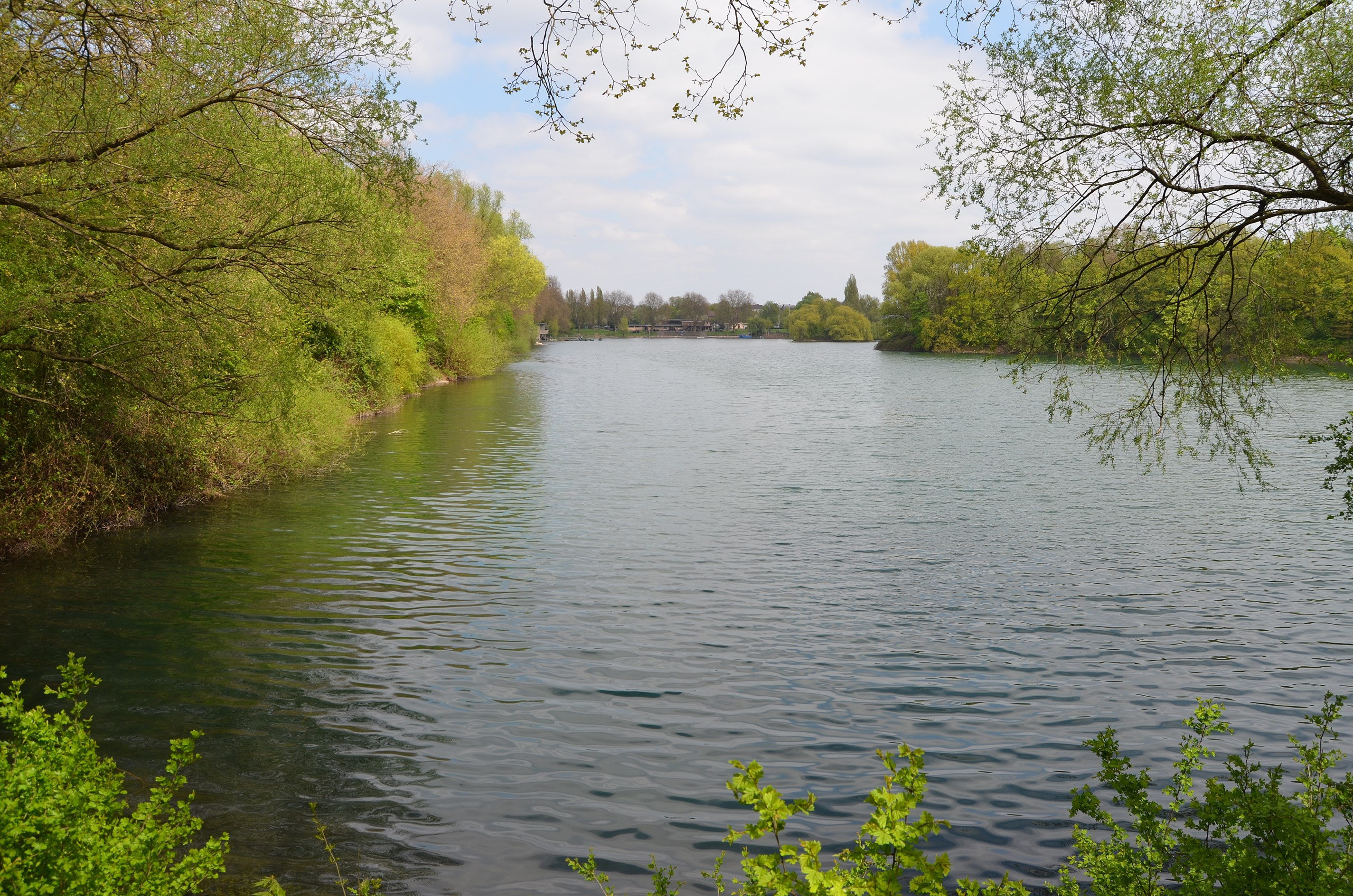
Kruppsee

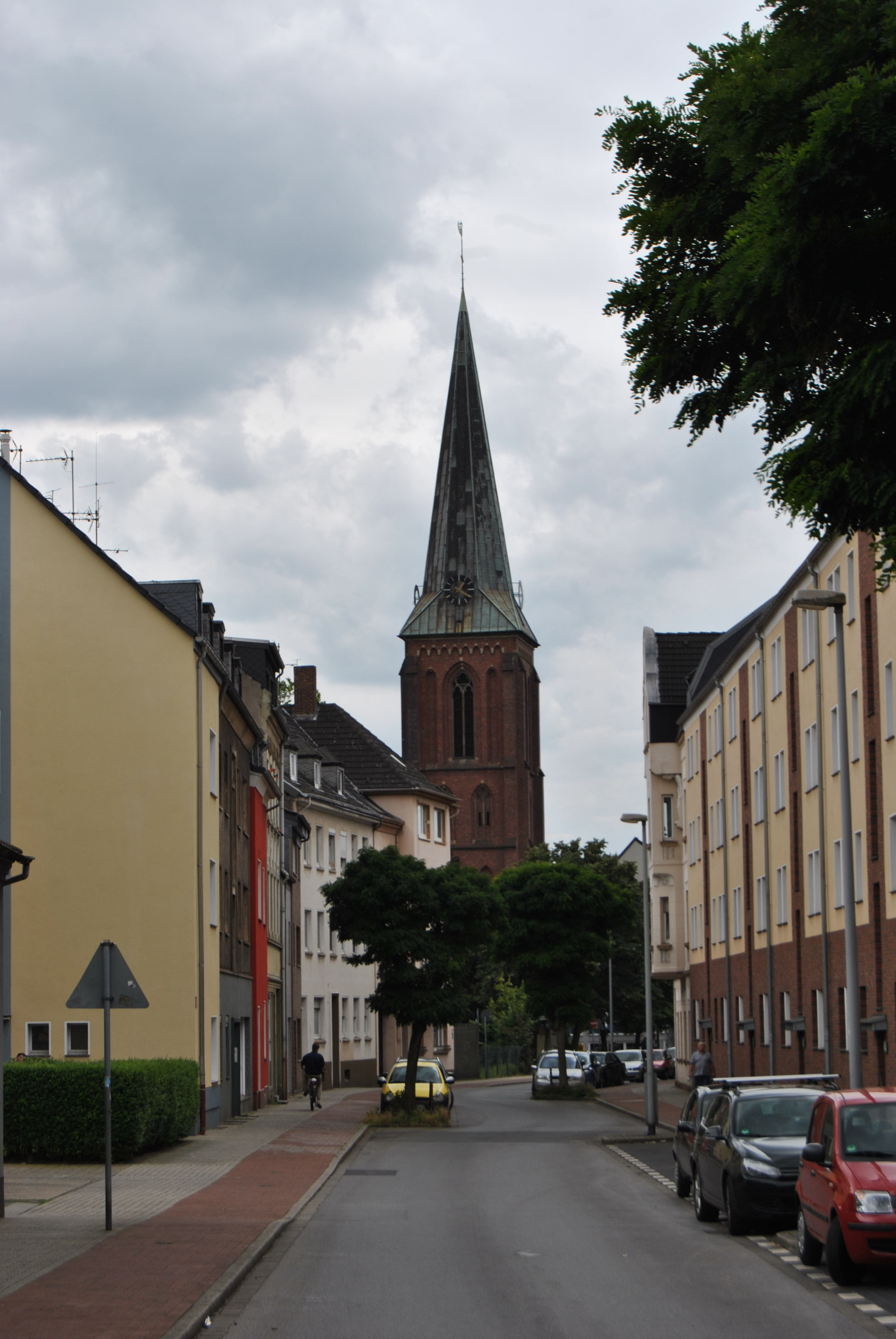
Kronprinzenstraße mit St. Josef

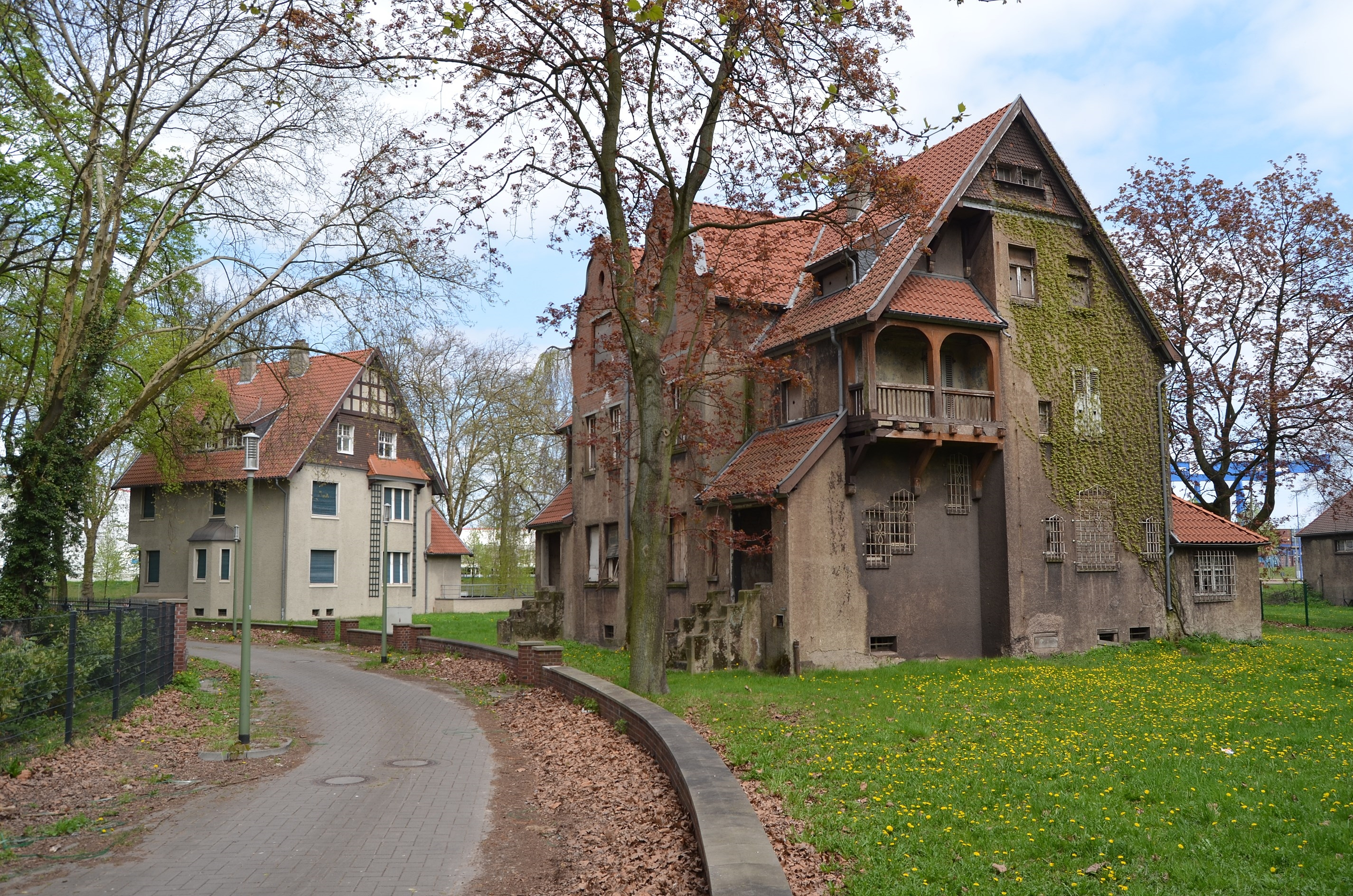
Beamtensiedlung Bliersheim

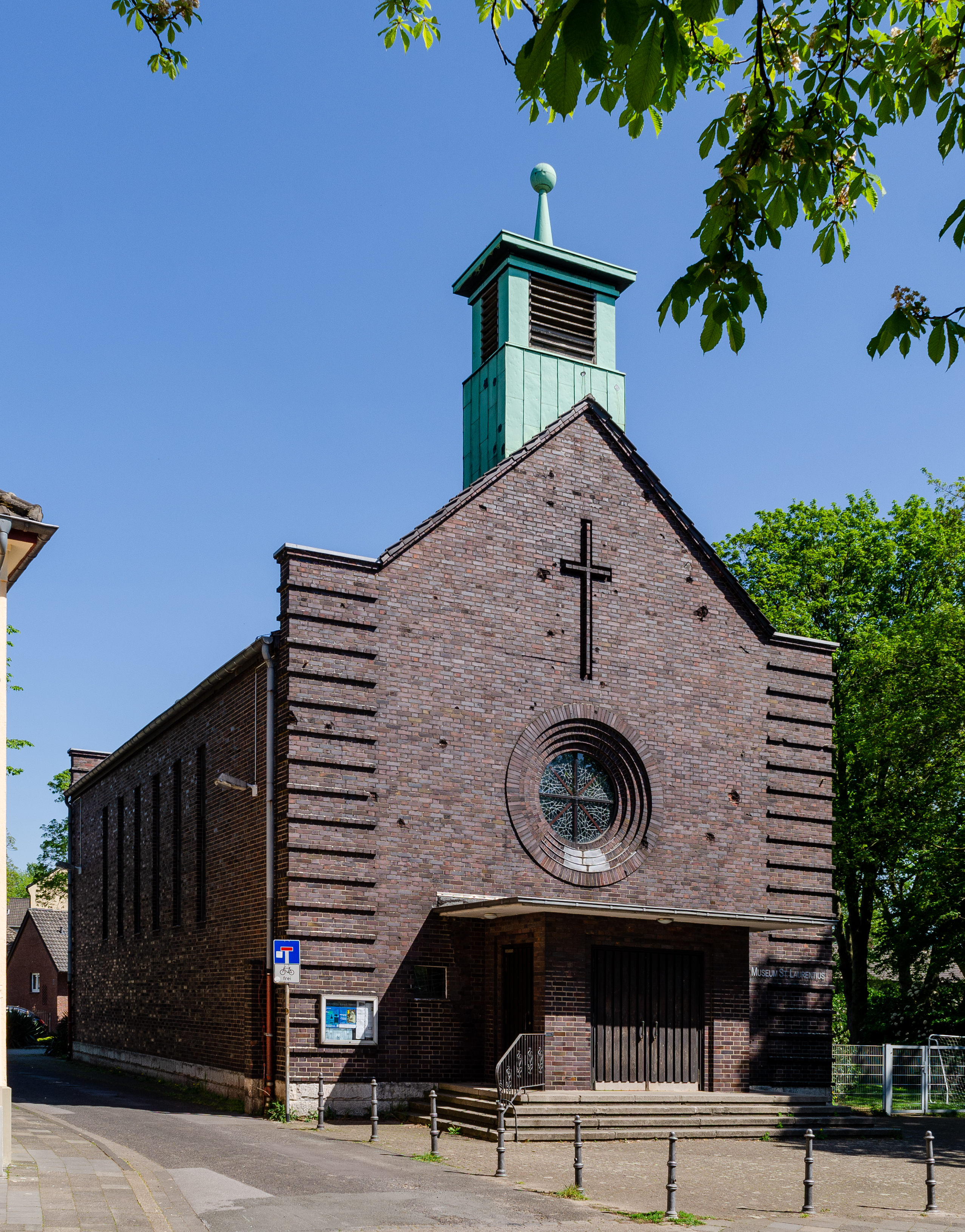
St. Laurentius, Eisenbahnsiedlung

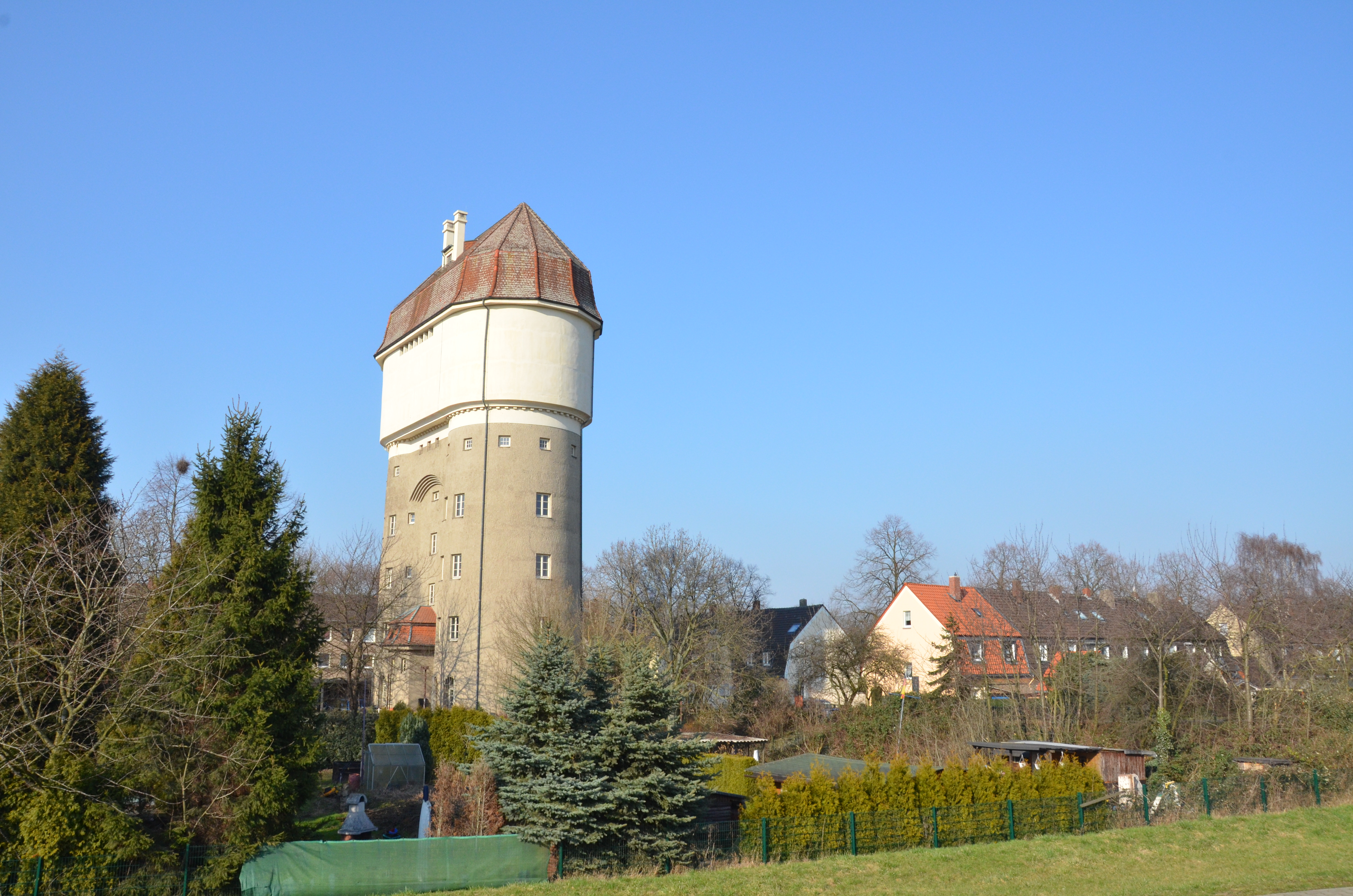
Wasserturm Hohenbudberg, Ansicht von der Rheinaue

Friemersheim ist ein Stadtteil von Duisburg im Stadtbezirk Rheinhausen. Der Stadtteil hat 12.117 Einwohner (Stand: 31. Dezember 2023).

## Geschichte

### Frühgeschichte und Mittelalter
Friemersheim gehört zu den ältesten Ansiedlungen der ehemaligen Grafschaft Moers. Davon zeugen Grabfunde des 6./7. Jahrhunderts im Bereich Rheingoldstraße. Thesen, nach denen schon Karl der Große hier einen Reichstag abgehalten habe, gehen auf eine Urkunde zurück, die heute als Fälschung gilt. Die erste echte nicht gefälschte Urkunde ist vom 11. Mai 898. In dieser bestätigt König Zwentibold der Abtei Werden die Schenkung des Reichsgutes Friemersheim, die vermutlich bereits zwischen 809 und 814 erfolgte.
Mit der Zeit gelang es einem ortsansässigen Adelsgeschlecht, den Edlen von Vrymersheim, als Lehensnehmer der Werdener die örtliche Herrschaft zu übernehmen. In einer Urkunde von 1315 einigten sich Abt und Convent von Werden mit „Ritter Wilhelm von Friemersheim“, dass das Schloss Friemersheim mit dem zugehörigen Grundstück je zur Hälfte Besitz von Werden und Wilhelm von Friemersheim sind. 1366 verpfändete der Ritter Bovo von Friemersheim die „Herrlichkeit Friemersheim“ an Johann von Moers. Da das Pfand nicht eingelöst wurde, vergab der Abt von Werden die Herrlichkeit 1385 als Lehen an die Grafen von Moers. Nach dem zusätzlichen Kauf von Grundstücken durch die Grafen von Moers wurde die „Herrlichkeit Friemersheim“ 1392 Bestandteil der Grafschaft Moers.
Mit dem Dreißigjährigen Krieg wurden die Einwohner der Rheinhauser Vorgängergemeinden protestantisch, wobei nicht die lutherische, sondern die calvinistisch-protestantische Religion Vorrang hatte. Heinrich Bommel wurde 1560 Pfarrer in Friemersheim und führte dort 1561 auf landesherrlichen Befehl die Reformation ein.

### 18. und 19. Jahrhundert
Bis 1707 gehörte Friemersheim zur Grafschaft Moers, danach bis zur Eroberung des gesamten linken Niederrheines Ende des 1794 durch die Franzosen zum Fürstentum Moers. Im französischen Département de la Roer wurde die Ortschaft von 1798/1801 bis 1814 im Arrondissement de Crévelt (Krefeld) ein Dorf im Kanton Uerdingen. Unter den Preußen ab 1815 wurde die Bürgermeisterei Friemersheim im Kreis Krefeld gebildet. Zu der damaligen „Sammtgemeinde Friemersheim“ gehörten neben Friemersheim die evangelischen Dörfer Bliersheim, Op de Geist, Rumeln mit den Weilern Hochfeld und Sittard, sowie die zu dieser Zeit rein katholischen Dörfer Kaldenhausen und Hohenbudberg. 1823 wurde der Kreis Rheinberg aufgelöst und in den Kreis Geldern eingegliedert. Die Kirchengemeinde Friemersheim mit vier Dörfern verblieb im Kreis Krefeld und wurde im Gegensatz zum nördlichen größeren Rest der „Herrlichkeit Friemersheim“ mit 14 Dörfern nicht dem Kreis Geldern zugeteilt. Nach einer erneuten Umstrukturierung wurde aus dem Kreis Geldern 1857 der Kreis Moers herausgelöst, zu dem dann auch das Kirchspiel Friemersheim bis zu dessen Auflösung Ende 1974 gehörte.
Friemersheim blieb bis Ende des 19. Jahrhunderts bäuerlich strukturiert und wuchs nur sehr langsam. Im Rheinhauser Stadtwappen ist das Wappen des früheren freiherrlichen Geschlechts von Vrymersheim enthalten. Dem Löwen wurde der Eimer aus dem Kirchensiegel von Hochemmerich in die Pranken gegeben.

### 20. Jahrhundert
Durch den Zuzug tausender Menschen nach dem Bau des Krupp’schen Hüttenwerks um 1900 veränderte sich nicht nur die traditionelle Lebensart, sondern auch die Landschaft. Ein neues Wohn- und Geschäftszentrum entstand nordöstlich des gewachsenen Dorfkerns zwischen Kaiserstraße und Kronprinzenstraße. Hierzu gehört auch der Anfang des 20. Jahrhunderts angelegte, nach Auguste Viktoria benannte Viktoriapark, in dem sich ab 1905 ein Kaiser-Wilhelm-Denkmal befand. 1902 wurde die Sparkasse Friemersheim gegründet, 1903 die Freiwillige Feuerwehr Friemersheim, 1919 der Spar- und Bauverein Friemersheim.
Während der Rheinlandbesetzung ereignete sich am 17. März 1923 ein schwerer Eisenbahnunfall in der Gemarkung, als auf der Bahnstrecke Duisburg-Ruhrort–Mönchengladbach eine Lokomotive mit einem Militärzug zusammenstieß. 40 Menschen starben, eine große Zahl wurde darüber hinaus verletzt. Die Strecke wurde während der Rheinlandbesetzung als Regiebetrieb französischer Feldeisenbahner geführt.
Die Gemeinde Friemersheim wurde am 6. April 1923 mit Hochemmerich zur neuen Gemeinde Rheinhausen zusammengeschlossen. Zeitgleich wurden auch die beiden Bürgermeistereien Friemersheim und Hochemmerich zur Bürgermeisterei Rheinhausen vereinigt, die neben der Gemeinde Rheinhausen die Gemeinden Hohenbudberg-Kaldenhausen und Rumeln umfasste, ab 1. Januar 1928 als „Amt Rheinhausen“ bezeichnet.
Der Gemeinde Rheinhausen wurden am 1. Juli 1934 die Stadtrechte verliehen. Die Stadt Rheinhausen entwickelte sich in dem 1857 geschaffenen Kreis Moers zur stärksten wirtschaftlichen Kraft mit ca. 70 000 Einwohnern. Durch die am 1. Januar 1975 vollzogene kommunale Neuordnung wurde Rheinhausen Teil der Montanstadt Duisburg. In der Folge verlor Rheinhausen – auch im Zug des Niederganges des Hüttenwerkes – an wirtschaftlicher Strahlkraft.
In den 1980er Jahren begann eine Zeit des gewerblichen Niedergangs. Zuerst endete Ende 1982 die Produktion im Walzwerk; das Hüttenwerk insgesamt wurde 1993 geschlossen. 1986 wurde der Rangierbahnhof Hohenbudberg außer Betrieb genommen und im gleichen Jahr endete die seit 1823 bestehende Geschichte der Rheingold-Brauerei an der gleichnamigen Straße; dort wurde neben dem Altbier Rheingold Alt auch ein Pils gebraut sowie zeitweise das Rheintreue-Tafelwasser hergestellt.
In den letzten Jahren wurde der Duisburger Westen mit Rheinhausen und Rumeln-Kaldenhausen zu einem der wenigen wachsenden Teile Duisburgs, da an der Peripherie zahlreiche Neubaugebiete entstanden. In Friemersheim stand diesem Trend die weitestgehend geschlossene Bebauung entgegen. Auf dem ehemaligen Hüttenwerksgelände sowie dem früheren Rangierbahnhof Hohenbudberg (nahe der ehemaligen Eisenbahnsiedlung) wurden indes neue Gewerbeflächen ausgewiesen.

## Ortsteile

### Friemersheim-Dorf
Aus heutiger Sicht glücklichen Umständen ist es zu verdanken, dass das als Gesamtbereich unter Denkmalsatzung gestellte „Dorf Friemersheim“ weitgehend ursprünglich erhalten blieb und seinen Charakter bewahren konnte. Hierzu zählen vornehmlich die (seit der Reformation) evangelische Dorfkirche (urkundlich auf das Jahr 1147 zurückgeführt) und das alte Lehrerhaus aus dem Jahre 1800, das heute ein Heimatmuseum beheimatet, welches vom Freundeskreis Lebendige Grafschaft betrieben wird. Nahe dazu liegt die ehemalige Dorfschenke. Stattliche alte Bauerngehöfte, wertvoller Baumbestand und die nahegelegene, naturgeschützte Rheinaue mit kilometerlangen, gepflegten Rad- und Wanderwegen machen Friemersheim heute zu einem beliebten Freizeit- und Erholungsgebiet.
1979 wurde das Überschwemmungsgebiet entlang des Rheins zum Naturschutzgebiet Rheinaue Friemersheim ausgewiesen. Es reicht heute vom Rheinhauser Hafen im Norden bis zur Stadtgrenze zu Krefeld im Süden und umfasst den Altrheinarm „De Roos“ sowie den Werthschenhof.
Als sich die Belegung des alten Friedhofs an der Dahlingstraße im Dorf Friersheim abzeichnete, entschloss sich die Bürgermeisterei Friemersheim 1904 zur Anlegung einer weiteren Begräbnisstätte an der Ackerstraße. Nach dem Ankauf eines dafür geeigneten Geländes an der Friedhofallee und dessen Herrichtung erfolgte im Jahre 1907 die Einweihung. Zur gleichen Zeit wurde auch die Friedhofskapelle fertiggestellt. Erst im Jahre 1949 konnte mit dem Wiederaufbau der im Krieg zerstörten Kapelle begonnen werden. Dabei wurde sie nicht wieder in ihrem alten Zustand errichtet, sondern wesentlich eindrucksvoller ausgestaltet. 2009 wurde der alte ehemalige Friedhof Dahlingstraße aus Mitteln des Konjunkturpakets II grundlegend saniert.

### Friemersheim-Zentrum
Das o. g. Geschäftszentrum von Friemersheim besteht aus dem Karree um den Friemersheimer Marktplatz, der Kaiserstraße mit vielen Geschäften einschl. des früheren Bürgermeisteramtes, der Kronprinzenstraße mit der 1907 eingeweihten kath. Kirche St. Joseph (mit Kindergarten und Kinderheim), dem Viktoriaplatz, dem Walther-Rathenau-Platz und der Windmühlenstraße, an der sich der Bahnhof Rheinhausen befindet. Westlich angrenzend befindet sich der aus einem alten Baggersee hervorgegangene Kruppsee (mit Freibad) und der kommunale Friedhof an der Friedhofsallee.

### Bliersheim
Die ehemalige Gemeinde Bliersheim, die 1910 noch 2135 Einwohner zählte, musste Anfang des letzten Jahrhunderts größtenteils den Friedrich-Krupp-Hüttenwerken weichen. Abseits der Arbeitersiedlungen, aber in unmittelbarer Nähe zum Werk, errichtete die Gussstahlfabrik von Friedrich Krupp AG eine sogenannte Beamtenkolonie. Die Häuser der Siedlung wurden vom Essener Architekten Robert Schmohl im Cottage-Stil errichtet. In der Mitte der im Jahre 1903 errichteten parkähnlichen Anlage erreicht man über einen Wegering das Haus des Direktors mit nebenstehendem Kutscherhaus und einer Wagenremise. Um den Ring herum und an den Erschließungsstraßen gruppieren sich die großzügig mit sieben bis acht Zimmern ausgestatteten Villen der Betriebsleiter und deren Assistenten, von denen kein Objekt dem anderen gleicht. Die Meisterhäuser mit fünf bis sieben Zimmern liegen etwas abseits am Gaterweg. Zur gleichen Zeit wurde das „Kruppsche Kasino“ gebaut, das als Restaurant für leitende Angestellte und zur Bewirtung der Gäste diente. Die Gemeinde Bliersheim wurde 1920 in die Gemeinde Friemersheim eingemeindet.

### Eisenbahnsiedlung
Im Südwesten Friemersheims liegt die denkmalgeschützte Eisenbahnsiedlung, erbaut in den Jahren 1912/13 nach Plänen des Architekturbüros Schreiterer & Below mit dem 35 Meter hohen Doppel-Wasserturm Hohenbudberg. Er diente zur Versorgung von Dampfloks am Rangierbahnhof Hohenbudberg und der Eisenbahnsiedlung und wurde 1915/16 von den Architekten Gebrüder Rank aus München errichtet. Der Ortsteil ist 1927 zu Rheinhausen gekommen. Das Gebiet des ehemaligen, 1986 abgebrochenen Rangierbahnhofes Hohenbudberg, der zu den größten Europas gehörte, wird teilweise zu einem etwa 35 ha großen Gewerbepark umgestaltet und zum anderen ist dort das „Niederrhein Therapiezentrum Duisburg“ entstanden, eine forensische Klinik zur Suchtbehandlung von Patienten im Rahmen des § 64 StGB. Die offizielle Eröffnung (Schlüsselübergabe) war am 24. September 2009. Die ersten Patienten sind im Januar 2010 eingezogen. Im gastronomischen Bereich existiert heute im Gewerbegebiet Hohenbudberg, nach mehrfacher Aufgabe einer Diskothek, noch ein Restaurant im östlichen Teil des Geländes.

### Mühlenberg

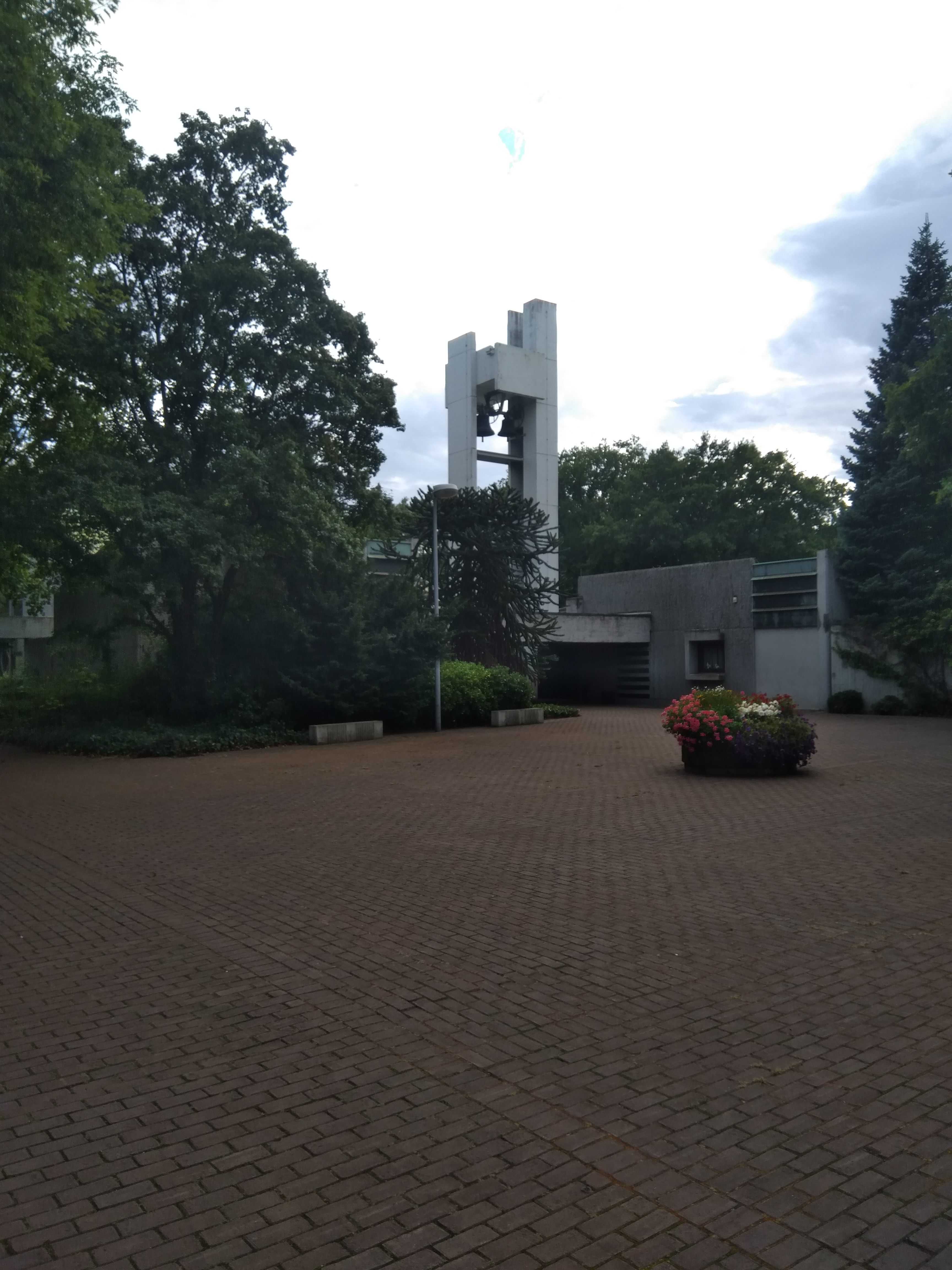
Trauerhalle auf dem Zentralfriedhof

Mühlenberg liegt im Westen Friemersheims; das Zentrum des Ortsteils befindet sich um die Straßenkreuzung Hohenbudberger Straße, Rumelner Straße / Am Mühlenberg. Im Süden, an der Grenze zu Krefeld-Uerdingen, liegt der Zentralfriedhof.
Der Mitte der 1960er Jahre angelegte, zentrale Begräbnisplatz der damaligen Stadt Rheinhausen entstand an der Hohenbudberger Straße, wobei zunächst nur ein Teil des Geländes zu Friedhofszwecken hergerichtet wurde. Als Friedhofskapelle diente bis zum Abriss im Jahre 1969 ein Provisorium, das durch einen neuen, großzügigen Gebäudekomplex ersetzt wurde. Seit 1990 besteht auf einem Beerdigungsfeld, das um einen schwarzen Obelisken angeordnet ist, die Möglichkeit zur anonymen Bestattung. Mitte der 1990er Jahre wurde auf dem Friedhof Mühlenberg für den westlichen Bestattungsbereich ein muslimisches Gräberfeld angelegt.
Verwaltungstechnisch, jedoch nicht in der Wahrnehmung der Bevölkerung, zählt zu Friemersheim auch der Bereich nördlich des Bahnhofs Rheinhausen bis zur Beguinenstraße mit dem Bertha-Krankenhaus, der Siedlung Borgschenhof sowie den Wohnvierteln um die ehemalige Kirche St. Marien, also ein großer Teil des historisch als Schwarzenberg bezeichneten Stadtteils.

## Verkehr
Der öffentliche Personennahverkehr im Stadtteil Friemersheim wird von der Duisburger Verkehrsgesellschaft (DVG) betrieben. Einige der Linien werden im Gemeinschaftsverkehr mit der NIAG Niederrheinische Verkehrsbetriebe betrieben. Durch Friemersheim verkehren die Buslinien 914, 923, 924, 925 und die von der Krefelder Verkehrsgesellschaft (SWK Mobil) betriebene Linie 927 sowie die am Bahnhof Rheinhausen haltenden Regionalbahnlinien RB31, RB33, RB35 und die Regionalexpresslinien RE42 und RE44.

## Mundart und Umgangssprache
Friemersheim liegt (wie die anderen Rheinhausener Ortsteile) im südniederfränkischen Dialektgebiet.
Die Rheinhausener Mundarten sind vom Moerser „Grafschafter Platt“ beeinflusst, weichen in den einzelnen Ortsteilen aber voneinander ab: Hochemmericher, Bergheimer und Friemersheimer Plattsprecher können ihre Herkunft gegenseitig am Tonfall erkennen – auch zwischen den Dialekten von Rumeln und Kaldenhausen (das bereits in Richtung „Oedingsch Platt“ tendiert) gibt es Unterschiede.
Allerdings ist die Mundart stark im Schwinden und wird von der jüngeren Generation kaum noch verstanden. Stattdessen setzt sich eine „neue“ Umgangssprache durch, das sogenannte „Niederrhein-Deutsch“, von den Sprachforschern „Regiolekt“ genannt. Es orientiert sich zwar am Hochdeutschen, weist aber spezielle Ausprägungen auf durch die Aufnahme von Ausdrücken Zugewanderter oder Wörter der Jugendsprache. Auch die Bergmanns-Sprache hat ihre Spuren in der Umgangssprache hinterlassen. Viele kennen den Spruch vom: „..da hasse abber Futtsack dran!“. (Der Ausdruck Futtsack zeigt an, dass irgendetwas „schief gelaufen ist“. Er kommt aus der Zeit, als noch Grubenpferde unter Tage arbeiteten, die bei schwierigen Verhältnissen mit dem Futtersack ruhig gestellt wurden.)

## Bürgermeister von Friemersheim
- 1794–1828: Freiherr Karl von Nyvenheim, genannt von Neukirchen, aus Kaldenhausen
- 1828–1831: Bürgermeister Erlenwein, aus Linn
- 1831–1851: Bürgermeister Westerkamp
- 1851–1879: Bürgermeister Hermann Pickhardt
- 1879–1896: Bürgermeister Ernst Czettritz († 1896)
- (1.8) 1896–1923: Bürgermeister Emil Heynen (* 1862, † 1929)

## Persönlichkeiten
- Wilhelm Weigle (1862–1932), evangelischer Pfarrer und Jugendseelsorger
- Heinrich Reintjes (1889–1966), Landrat und Oberkreisdirektor des Kreises Moers